# Lijst van nummer 1-albums in de Vlaamse Ultratop 50 Albums in 2013
Onderstaande albums stonden in 2013 op nummer 1 in de Vlaamse Ultratop 50 Albums. De lijst wordt samengesteld door Ultratop 50.
| Nummer | Datum        | Artiest                                    | Titel                       |
| ------ | ------------ | ------------------------------------------ | --------------------------- |
| 280    | 5 januari    | The broken circle breakdown bluegrass band | The broken circle breakdown |
|        | 12 januari   | The broken circle breakdown bluegrass band | The broken circle breakdown |
|        | 19 januari   | The broken circle breakdown bluegrass band | The broken circle breakdown |
|        | 26 januari   | The broken circle breakdown bluegrass band | The broken circle breakdown |
|        | 2 februari   | The broken circle breakdown bluegrass band | The broken circle breakdown |
|        | 9 februari   | The broken circle breakdown bluegrass band | The broken circle breakdown |
| 281    | 16 februari  | Eels                                       | Wonderful, glorious         |
| 282    | 23 februari  | Nick Cave & The Bad Seeds                  | Push the sky away           |
|        | 2 maart      | Nick Cave & The Bad Seeds                  | Push the sky away           |
| 283    | 9 maart      | Axelle Red                                 | Rouge ardent                |
| 284    | 16 maart     | David Bowie                                | The next day                |
|        | 23 maart     | David Bowie                                | The next day                |
|        | 30 maart     | David Bowie                                | The next day                |
|        | 6 april      | David Bowie                                | The next day                |
|        | 13 april     | David Bowie                                | The next day                |
| 285    | 20 april     | Michael Bublé                              | To be loved                 |
| 286    | 27 april     | DAAN                                       | Le franc Belge              |
|        | 4 mei        | DAAN                                       | Le franc Belge              |
|        | 11 mei       | DAAN                                       | Le franc Belge              |
| 287    | 18 mei       | Ozark Henry                                | Stay gold                   |
| 288    | 25 mei       | Daft Punk                                  | Random access memories      |
|        | 1 juni       | Daft Punk                                  | Random access memories      |
|        | 8 juni       | Daft Punk                                  | Random access memories      |
| 289    | 15 juni      | Queens of the Stone Age                    | ...Like clockwork           |
| 288    | 22 juni      | Daft Punk                                  | Random access memories      |
| 290    | 29 juni      | Milk Inc.                                  | Undercover                  |
|        | 6 juli       | Milk Inc.                                  | Undercover                  |
| 291    | 13 juli      | Editors                                    | The weight of your love     |
|        | 20 juli      | Editors                                    | The weight of your love     |
|        | 27 juli      | Editors                                    | The weight of your love     |
|        | 3 augustus   | Editors                                    | The weight of your love     |
| 292    | 10 augustus  | Christoff                                  | Christoff & vrienden 2      |
|        | 17 augustus  | Christoff                                  | Christoff & vrienden 2      |
|        | 24 augustus  | Christoff                                  | Christoff & vrienden 2      |
| 293    | 31 augustus  | Stromae                                    | Racine carrée               |
|        | 7 september  | Stromae                                    | Racine carrée               |
|        | 14 september | Stromae                                    | Racine carrée               |
| 294    | 21 september | Arctic Monkeys                             | AM                          |
|        | 28 september | Arctic Monkeys                             | AM                          |
| 293    | 5 oktober    | Stromae                                    | Racine carrée               |
| 295    | 12 oktober   | Agnes Obel                                 | Aventine                    |
| 293    | 19 oktober   | Stromae                                    | Racine carrée               |
| 296    | 26 oktober   | Pearl Jam                                  | Lightning bolt              |
| 293    | 2 november   | Stromae                                    | Racine carrée               |
| 297    | 9 november   | Arcade Fire                                | Reflektor                   |
| 298    | 16 november  | Eminem                                     | The Marshall Mathers lp 2   |
| 299    | 23 november  | Hooverphonic                               | Reflection                  |
| 300    | 30 november  | Clouseau                                   | Clouseau                    |
| 301    | 7 december   | One Direction                              | Midnight memories           |
| 293    | 14 december  | Stromae                                    | Racine carrée               |
|        | 21 december  | Stromae                                    | Racine carrée               |
|        | 28 december  | Stromae                                    | Racine carrée               |

## Statistieken
| \| Plaats \| Land \| Punten \| \| ------ \| ------------------- \| ------ \| \| 1 \| België \| 27 \| \| 2 \| Verenigd Koninkrijk \| 12 \| \| 3 \| Verenigde Staten \| 4 \| \| 3 \| Frankrijk \| 4 \| \| 5 \| Australië \| 2 \| \| 5 \| Canada \| 2 \| \| 7 \| Denemarken \| 1 \| |                     |        |
| Plaats | Land                | Punten |
| 1 | België              | 27     |
| 2 | Verenigd Koninkrijk | 12     |
| 3 | Verenigde Staten    | 4      |
| 3 | Frankrijk           | 4      |
| 5 | Australië           | 2      |
| 5 | Canada              | 2      |
| 7 | Denemarken          | 1      |

1995 ·
1996 ·
1997 ·
1998 ·
1999 ·
2000 ·
2001 ·
2002 ·
2003 ·
2004 ·
2005 ·
2006 ·
2007 ·
2008 ·
2009 ·
2010 ·
2011 ·
2012 ·
2013 ·
2014 ·
2015 ·
2016 ·
2017 ·
2018 ·
2019 ·
2020 ·
2021 ·
2022 ·
2023 ·
2024 ·
2025
- Nederland
- Nederland (Album Top 40)
- Vlaanderen
- Verenigd Koninkrijk
- Verenigde Staten